# Luigi Zanda
 (septembre 2024).
Si vous disposez d'ouvrages ou d'articles de référence ou si vous connaissez des sites web de qualité traitant du thème abordé ici, merci de compléter l'article en donnant les références utiles à sa vérifiabilité et en les liant à la section « Notes et références ».
Luigi Zanda (né le 28 novembre 1942 à Cagliari) est une personnalité politique italienne, membre du Parti démocrate, dont il devient le trésorier le 5 mars 2019.

## Biographie
Nommé au conseil d'administration de la Rai en février 2002, il démissionne en novembre de la même année.
Sénateur depuis 2003 (il y remplace un sénateur décédé), Luigi Zanda est réélu en 2006.
Réélu sénateur en février 2013, il est élu par acclamation à main levée (une abstention) président de son groupe parlementaire au Sénat où il succède à Anna Finocchiaro. Il est remplacé en 2018 par Andrea Marcucci.